# Приватне социјалне агенције
Приватне социјалне агенције су непрофитне организације које обезбеђују социјалне услуге, углавном члановима циљаних социјалних група (одређеној етничкој, верској групи или старосној категорији). Могу их оснивати и сами грађани, што је чест случај, са центрима за дневни боравак и сличним услугама у заједници. Приватне социјалне организације издржавају се од прилога, али и средстава локалне заједнице уколико се покажу потребним.